# بخش پلیزنت (شهرستان سنکا، اوهایو)
بخش پلیزنت (به انگلیسی: Pleasant Township) یک منطقهٔ مسکونی در ایالات متحده آمریکا است که در شهرستان سنکا، اوهایو واقع شده‌است.
 بخش پلیزنت ۹۳٫۵ کیلومتر مربع مساحت و ۱٬۶۳۵ نفر جمعیت دارد و ۲۱۴ متر بالاتر از سطح دریا واقع شده‌است.